# 青木敬士
青木 敬士（あおき けいし、青木KC、1970年8月15日 - ）は、日本の文筆家。日本大学芸術学部文芸学科教授。

## 来歴
北海道苫小牧市出身。日本大学藝術学部文芸学科卒業。文芸学科副手、書店員、DTPデザイナー、電算機会社のオペレーターなどを経て、2005年より日本大学芸術学部文芸学科准教授。2017年4月より文芸学科教授。大学ではDTP実習や文芸特殊講義を担当する。網戸を利用した透過スクリーンを開発し、「アミッドP」の名前でボーカロイド動画を制作している。江古田文学賞選考委員（〜2019年・第17回まで）。「 人工知能学会 」会員。2017年より「デジタルアーカイブ学会」評議員。

## 受賞歴
- 1991年、小説「去勢手術は左手で」で第7回日大文芸賞
- 1993年、小説「恣意名（しいな）」で日本大学芸術学会奨励賞
- 2011年、第1回ニコニコ学会βシンポジウムクウジット賞
- 2021年、ジオラマ作品「苫小牧1975」でTMSレイアウト・コンペ2021 1位（『鉄道模型趣味』誌主催）

## 作品リスト

### 単行本
- 『世界はゴミ箱の中に』（現代図書、2005年）
- 『SF小説論講義 SFが現実に追い越されたって本当ですか?』（星雲社、2016年）